# Sieveringen
Sieveringen ist ein Ortsteil der Gemeinde Ense mit rund 370 Einwohnern. Er liegt im Regierungsbezirk Arnsberg in Nordrhein-Westfalen, Deutschland und gehört zum Kreis Soest. 

## Geographie
Das Dorf liegt etwa 2 km südlich des Dorfes Ostönnen am Nordhang der Haar zwischen Soest und Werl.

## Geschichte
Der Ort wurde urkundlich am 7. Oktober 1234 erstmals erwähnt. Unter diesem Datum lässt das Kapitel der Kirche St. Patroklus in Soest „wachszinsige Leute“ zu „Sewardinchusen“ gegen einen Fruchtzins frei. Weitere frühe Erwähnungen haben sich aus den Jahren 1241 „Siwardinchusen“, 1242 „Siwordinchusen“ und 1257 „Zewardinchusen“ erhalten.
Der Name der Ortschaft hat sich aus den Worten „Siegward“ „ing“ und „hausen“ gebildet. Das „ing“ wurde an den Personennamen Siegward (Vorname aus „sigu“ = Sieg und „wart“ = Hüter) angehängt und weist auf einen Personal- oder Hörigenverband hin. Die Sippe Karls des Großen wurden beispielsweise die „Karl-inge“ genannt, also die Nachfahren / Nachkommen des Kaisers Karl. Die Endung „hausen“ verweist auf eine Siedlung oder Wohnstätte. Demnach ist Sieveringen also die Siedlung der Nachfahren / Angehörigen des Siegward. Zur Entstehungszeit dieser Siedlung hatte sich also Menschen, die einem Siegward verbunden waren, an diesem Platz ein Haus, besser gesagt, einen Hof errichtet und somit den Grundstein für das Dorf Sieveringen gelegt. Durch erbrechtliche Teilung des Urhofes und Ansiedlung neuer Höfe entstand so im Laufe der Jahrhunderte die noch heute als Haufendorf zu erkennende Ortschaft. Diese Neugründungen von Ortschaften verdanken wir dem Vordringen des germanischen Volksstammes der Sachsen, die im 7. Jahrhundert über die Lippe in unseren Raum vordringen. Nach diesem Typus entstanden in Westfalen im folgenden 8. Jahrhundert zahlreiche Siedlungen, so auch die benachbarten Ortschaften Gerlingen (Gerlinghausen), Röllingsen (Röllinghausen) oder Volbringen (Volbringhausen).
Wo jener „Siegward“ wohnte, ist nicht nachzuweisen. Er könnte aber, rein spekulativ, aus dem nur zwei Kilometer entfernten Ostönnen stammen, dort findet sich noch heute der Hausname Sievert, eine abgeschliffenen Form des Vornamens Siegward.
Otto Friedrich Timmerman, Professor für Geographie in Köln, hatte bereits in den dreißiger Jahren in einer Untersuchung über den Landschaftswandel in der Soester Börde am Beispiel seines Heimatdorfes Ostönnen die Vermutung ausgesprochen, das Dorf Sieveringen könnte von Ostönnen aus gegründet worden sein. Hierfür scheint es verschiedene Hinweise zu geben, so etwa die gemeinsame „Wollmeine“, d. h. ein gemeinsames Weide- oder Hudegebiet der Sieveringer und Ostönner Bauern. Auch lehns- und zehntrechtliche Unterlagen sprechen für diese These.
Sieveringen gehörte im Mittelalter lehnsrechtlich zum ältesten kölnischen Besitz und zur Freigrafschaft Rüdenberg, einem Lehen der Grafen von Werl, gelegen zwischen Soest und Werl. Solche Freigrafschaften hatten im komplizierten Rechtssystem des Mittelalters ihre besondere Stellung als ursprünglich königliche oder sonstige oberhoheitliche Gerichte für „Freie“. Einer der zur Freigrafschaft gehörenden Gerichtsstätten, vor denen vom Freigrafen oder seinem Vertreter im Beisein „altfreier“ (scabini) und „schöffenbarer“ Männer Rechtsakte verschiedener Art vollzogen wurden, war der Freistuhl in Ostönnen. Er scheint der bedeutendste unter den Rüdenberger Freistühlen gewesen zu sein. 1328 verkauft Edelherr Gottfried von Rüdenberg mit Zustimmung des Landesherrn, dem Kölner Erzbischof Heinrich II., seine Freigrafschaft an die Stadt Soest.
Durch die Soester Fehde 1444–1449 waren dann Soest und die Börde aus dem Verband des kurkölnischen Herzogtums Westfalen ausgeschieden und hatten sich den Herzögen von Kleve-Mark unterstellt. Sieveringen war also durch die neue Territorial- und Kirchspielgrenze, später auch noch durch die Religionsgrenze Grenzdorf geworden. Einige Jahrzehnte hindurch bemühten sich Kurköln nun, mittels Fehden und räuberischen Einfällen auf Soester Gebiet, wieder in die alten Besitzungen zu kommen. 1481 wurde der Streit erst einmal beigelegt und der gegenwärtige Besitzstand zugesichert. Die alten Reibereien flammten aber schnell wieder auf. So beanspruchte der Kölner Erzbischof beispielsweise die Schatzung (Steuern) des Kirchspiels Ostönnen, zu dem seinerzeit ja noch Röllingsen und Sieveringen gehörten. Ein von den Soestern gesetzter Schlagbaum wurde durch kurkölnische Leute niedergerissen, Einwohner Ostönnens wurden mehrfach, auch nach dem seinerzeitigen Rechtsverständnis widerrechtlich, von den Werlischen vor ihr Gericht gefordert und mit hohen Brüchten (Strafgeldern) belegt oder gepfändet. Natürlich hielten das die „Soester Gegner“ nicht anders. Stießen die Getreuen der jeweiligen Partei auf Widerstand, kam es schon mal vor, das die „Widerständler“ in ihren eigenen Häusern erbärmliche Schläge einstecken mussten. Die Dokumentation hierüber finden sich in den sogenannten „Rademacher Annalen“, die im Soester Stadtarchiv einzusehen sind.
Um die Differenzen zu bereinigen, trafen sich wiederholt Vertreter der Parteien in Ostönnen. Die spektakulärste „Tagfahrt“ war wohl 1504. Die Soester fürchteten eine kriegerische Auseinandersetzung und zogen mit 9000 Mann, darunter 300 Reitern samt Heerwagen, Feldgeschützen, Harnisch und anderem Rüstzeug, aus mehreren Städten und Ämtern der Grafschaft Mark zusammengezogen, an die kurkölnische Grenze. Sie lagerten zwischen Ostönnen und Welver. Zu den befürchteten Auseinandersetzungen kam es nicht. In den Rademacher Annalen findet man aber immer wieder Berichte über Forderungen und Übergriffe. Die Spannungen erhöhten sich durch die Einführung der Reformation in Soest und der Börde. Nach dem im Jahre 1613 das auf Soester Seite liegende und damit evangelische Dorf Sieveringen samt Radberg durch den Werler Offizial zur katholischen Mutterkirche nach Westönnen befehligt wurde, gehörte es kirchlich, jedoch nicht rechtlich gesichert, wieder zur Besitzung des Erzbischofs von Köln. Hierüber gab es immer wieder diverse Jurisdikationsstreitigkeiten, doch begann 1618 der Dreißigjährige Krieg und die Auseinandersetzungen vergangener Tage rückten in den Hintergrund.
Wegen der Huderechte und einzelner Übergriffe der Soester auf das kurkölnische Gebiet bei Sieveringen entstand allerdings noch 1719 Streit, der über ein Jahrzehnt andauerte. Besonders die größten Sieveringer Bauern Schulte zum Radberg und Schäferhoff fühlten sich im Namen der Dorfbevölkerung berufen, diesen Streit bis zum König vorzubringen. In der Sache selbst ging es vordergründig zunächst bei dem Colonen Schäferhoff um die Entwendung eines Wagens aus der zum Hofe gehörenden „Mergelkuhle“ durch Ostönner Bauern. Im weiteren Streit zwischen Ostönnen und Sieveringen wird aber schnell deutlich, dass es sich im eigentlichen Sinne um die Grenzfestlegung der Parteien handelte. Die Sieveringer erkannten den von den Soestern als Grenze angegebenen „Kreesweg“ nicht an, gaben sogar als Zeugen zu Protokoll, diesen Weg als Grenzweg gar nicht zu kennen und prätendierten den nördlicher gelegenen „Frankweg“. Hierbei kam es zu einer interessanten Grenzfestlegung. In einer diesbezüglichen Zeugenbefragung in jenem 1. Viertel des 18. Jahrhunderts sagt ein Zeuge folgendes aus: „Er habe selbst mit seinen Augen gesehen, als der lutherische Colonus auf Frielings Hof, Heinrich Leiffert, gewohnet so oft dessen Frau im Kindbett gelegen, die Sieveringhauser Dorfweiber das Kind bis auf den Frankweg begleitet, wo selbst ihnen die Weiber von Ostönnen entgegen gekommen und das Kind über den Frankweg, den Notweg nach Ostönnen, zur lutherischen Taufe gebracht, die Sieveringer Weiber aber vom Frankweg wieder nach Hause gegangen.“ Die Akten, Zeugenaussagen und Rechtsstreitigkeiten hierzu lassen sich im Amtsarchiv der Stadt Werl, heute im Stadtarchiv gelagert, und im Soester Stadtarchiv nachlesen. Die endgültige Südgrenze der Ostönner Gemarkung wurde dann auch erst 1819 vor der Aufteilung des Markenlandes festgelegt.
Am 1. Juli 1969 endete auch für Sieveringen die kommunale Eigenverantwortung. Im Wege der Neugliederung des Altkreises Soest wurde das Dorf in die Gemeinde Ense eingegliedert.
Die „Urhöfe“ der Ortschaft Sieveringen lassen sich über die Steuerregister sicher bestimmen. Insgesamt werden für das Jahr 1536 zehn Höfe genannt. Außer Schäferhoff und Blome, die neben dem Einzelhof Radberg größten Höfe im Dorf, alle in westlicher Dorfrandlage liegend, finden sich 1652 im Lagerbuch des Herzogtums Westfalen die Namen Frieling, Wilms, Stolle, Brinkmann, Carnot, Kenter und Tigges. Noch 1707 bestand das Dorf nur aus den zehn Haushaltungen mit insgesamt 102 Einwohnern. In späterer Zeit finden sich durch Zuzug Handwerker und Beilieger in den Steuerregistern. 1875 zählte man 18 Wohngebäude mit insgesamt 121 Einwohner. Heute ist der Ort durch Ausweisung neuer Baugebiete auf etwa 350 Einwohner gewachsen.